# Attagenus placitus
Attagenus placitus là một loài bọ cánh cứng trong họ Dermestidae. Loài này được Normand miêu tả khoa học năm 1949.